# Притяжение (фильм, 2017)
«Притяжение» — российский научно-фантастический драматический фильм 2017 года режиссёра Фёдора Бондарчука. Сюжет в духе социальной фантастики рассказывает о первом контакте землян с инопланетным разумом, состоявшемся в московском районе Северное Чертаново.
Лента стала четвёртым (и единственным анонсированным в 2017 году) российским фильмом, переведённым в формат IMAX, — вслед за «Сталинградом», «Экипажем» и «Дуэлянтом». Премьера фильма в широком прокате в России состоялась 26 января 2017 года. Фильм имел успех в прокате, заработав более 1 миллиарда рублей, окупил свой бюджет и получил в большинстве своём положительные отзывы в прессе.

## Сюжет
Хэкон, представитель внеземной расы, биологически идентичной человеческой, но более развитой технологически, намеревается тайно прилететь на планету Земля с целью проведения исследований. В это время в Москве люди собираются на больших открытых пространствах для наблюдения за необычным явлением — метеоритным дождём. Корабль пришельца — «Сол» — попадает в этот поток метеоритов, его система маскировки повреждается и перестаёт работать. Российские военные обнаруживают неопознанный объект, не похожий на метеорит, над территорией России и, подозревая, что он может принадлежать НАТО, принимают решение сбить его сопровождающими перехватчиками. В результате подбитый гигантский инопланетный корабль падает на Москву, разрушая жилые дома, автодорогу и стадион. В результате катастрофы погибают 232 человека, более 500 получают ранения.
Руководство оборонного ведомства Российской Федерации в лице коменданта города полковника Валентина Лебедева принимает решение не допускать развития конфликта и ждать дальнейших событий, так как корабль не проявлял никакой агрессивности, несмотря на атаку землян. Становится очевидно, что представители внеземной цивилизации пытаются починить свой транспорт. По этой причине место огораживается забором, вокруг выставляются военные блок-посты. В Москве в связи с событиями вводится комендантский час.
В центре сюжета также находятся взаимоотношения москвичей: школьницы Юлии Лебедевой, её отца — полковника Валентина Лебедева, который руководит операциями оборонного ведомства в связи с инцидентом, и Артёма — друга Юлии, представителя современной агрессивной молодёжи из Чертанова. В неполной семье Лебедевых отношения не складываются — отец, будучи военным, постоянно занят, и его мало интересуют подробности жизни его дочери. Он весьма строг и пытается по-своему, по-военному, оградить её от бед, та же по-подростковому протестует и пытается сама устраивать свою жизнь. Будучи школьницей старших классов, Юлия встречается с Артёмом, что не находит одобрения у Валентина Лебедева.
Во время катастрофы погибает близкая подруга Юлии и Артёма, Светлана Морозова, что вызывает у обоих ненависть к пришельцам. При этом сами они едва не погибают (корабль пришельцев срубает верхний этаж, и Артём с Юлей фактически виснут над пропастью, держась только за кровать).
Пытаясь разобраться в целях визита инопланетного корабля, ребята вместе со своими друзьями тайком отправляются в закрытую зону его падения, оцепленную военными. Там они встречаются с Хэконом, одетым в высокотехнологичный экзоскелет. Пришелец спасает Юлию от падения с полуразрушенной высотки, однако в результате агрессивных действий Артёма и его друзей сам получает травмы и теряет сознание из-за кровопотери.
Ребята находят экзоскелет инопланетянина и уносят его к себе в гараж для изучения. Незаметно для них Хэкон выпал из своего костюма и, будучи без сознания, был подобран Юлей, которая приехала к нему под покровом ночи, чтобы помочь ему прийти в себя и «убраться с планеты Земля».
Тем временем военные находят один из артефактов Хэкона, уносят в лабораторию и пытаются его исследовать.
Юля с помощью одноклассника решается на переливание собственной крови пришельцу, так как его анатомия очень близка к человеческой. В ответ пришелец отдаёт Юлии неизвестный предмет, который перетекает с руки на руку и позволяет ей управлять водой. Пришедший позднее в себя Хэкон (как назвала его Юлия — Харитон) выглядит как обыкновенный молодой человек. При этом он практически мгновенно овладевает русским языком. Хэкон вкратце рассказывает Юлии о целях своего визита и просит помочь ему получить назад свои высокотехнологичные вещи и вернуться на свой корабль — «Сол». Всё ещё пышущая злостью Юлия выгоняет его, и он, не зная правил поведения на улице в Москве, попадает в отделение полиции. Некоторое время спустя Юлия успокаивается и всё-таки решает помочь пришельцу, используя своё положение дочери полковника Лебедева. Совместными усилиями им удаётся вернуть ему артефакт — так называемый «шилк». Всё это приводит к появлению романтических чувств между Юлей и Хэконом.
Во время посещения музыкального концерта Макса Коржа Хэкон телепатически перемещает Юлю и себя на свою родную планету, которая, в отличие от Земли, экологически чище, климат там идентичен земному и побеждена смерть. Пришелец рассказывает, что в действительности он не собирался попадать на Землю, но из-за метеоритного дождя корабль потерял контроль, и ему пришлось сесть. Если люди попробуют подобраться к кораблю, «Сол», согласно инопланетному протоколу, уничтожит его, чтобы технологии инопланетян не попали к людям. Во время концерта их замечает один из друзей Артёма и по телефону сообщает ему об этом. После дискотеки Хэкон с Юлей отправляются в закрытую зону, но натыкаются на группу агрессивных парней во главе с Артёмом, начинающую их избивать. Особенно достаётся Хэкону, который из-за того, что его раса не приемлет насилие, не атакует и даже не обороняется. Однако когда Артём бьёт Юлию по лицу, Хэкон в одиночку раскидывает нападающих. Один из напавших достаёт из рюкзака Юлии пистолет и целится в Хэкона. Хэкону удаётся отбить атаку, но один из нападавших (Рус) из-за вмешательства Юли получает смертельное ранение из пистолета. Это замечают военные и тут же арестовывают Хэкона с Юлей, в то время как нападавшим удаётся убежать.
Гибель людей в результате катастрофы корабля, бездействие властей (спасательные работы в районе не проводились из-за угрозы эскалации обстановки), бытовые трудности (корабль становится причиной истощения запасов воды в городе, так как материал корабля сильно поглощает воду, — её привозят и отпускают жителям по норме), а также нагнетание истерии и распространение ложной информации в СМИ и социальных сетях приводит к нарастающему недовольству местных жителей и желанию изгнать пришельцев. Артём, взвинченный до предела гибелью друга, призывает москвичей к бунту против представителей власти и нападению на корабль пришельцев с целью «защитить свою землю» от чужаков.
Тем временем Юлию и Хэкона доставляют на мобильную базу военных и держат под арестом. Чуть позднее прибывший туда Лебедев имеет сложный разговор с дочерью, которая шантажом (угрожает застрелиться) забирает ключи от бронеавтомобиля «Тигр» и мчится к кораблю.
Прорвав оборону периметра, бунтовщики приближаются к кораблю, но их останавливают боты инопланетной расы, охраняющие секреты более развитых технологий. Тем не менее, они стараются минимизировать число пострадавших. Российские военные также пытаются остановить эскалацию конфликта. Находясь в состоянии аффекта, Артём надевает найденный ранее экзоскелет Хэкона и в нём прибывает на битву с чужаками, но его цель — «Тигр», в котором едут Юлия и Хэкон. В конце концов, когда бунтовщики были нейтрализованы, боты едва не нападают на военных, однако Лебедев складывает оружие и поднимает руки, показывая мирный настрой своих людей. В последний момент Артём вырубает военного, выбирается из экзоскелета и из автомата расстреливает Юлию и пытавшегося загородить её Хэкона.
Боты относят тела Юлии и Хэкона в корабль. Искусственный интеллект (ИИ) корабля кратко рассказывает полковнику Валентину Лебедеву, прошедшему на корабль вместе с ботами, о целях визита, наблюдениях за проблемами человечества на планете Земля на протяжении всей её истории и планах инопланетной расы на контакты в будущем. Также ИИ сообщает, что Хэкон, имевший биологическое бессмертие, пожертвовал своей жизнью ради сохранения жизни Юлии. В это время системы корабля восстанавливают жизнедеятельность Юлии.
Фабула фильма выражена в виде озвученных мыслей Юлии в конце фильма: «Правда в том, что один чужак из далёкого космоса поверил в нас больше, чем мы сами. Люди говорят, что не смогут больше жить, как прежде… Я — точно не смогу…».
В финале фильма вокруг тела Хэкона появляются признаки действующего корабельного механизма регенерации (намёк на то, что он выжил).

## В ролях
| Актёр               | Роль                                                 |
| ------------------- | ---------------------------------------------------- |
| Ирина Старшенбаум   | школьница Юлия Валентиновна Лебедева главная героиня |
| Александр Петров    | Артём Романович Ткачев парень Юлии                   |
| Риналь Мухаметов    | пришелец Хэкон (Харитон)                             |
| Олег Меньшиков      | полковник Валентин Лебедев отец Юлии                 |
| Евгений Сангаджиев  | Питон                                                |
| Алексей Маслодудов  | Женя                                                 |
| Никита Кукушкин     | Рус (Руслан)                                         |
| Евгений Михеев      | Гугл одноклассник и друг Юлии                        |
| Антон Шпиньков      | Миронов одноклассник Юлии                            |
| Евгений Коряковский | учитель                                              |
| Вилен Бабичев       | офицер ОМОНа                                         |
| Дарья Рудёнок       | Светлана Морозова одноклассница Юлии                 |
| Людмила Максакова   | Люба бабушка Юлии                                    |
| Сергей Гармаш       | вице-премьер                                         |
| Денис Карасёв       | Главком ВКС генерал (роль озвучена другим актёром)   |
| Никита Тарасов      | депутат ГД Михаил Полескин парламентёр               |
| Михаил Хмуров       | министр МЧС РФ                                       |
| Степан Старчиков    | секретарь Совета Федерации                           |
| Ирина Россиус       | телеведущая (камео)                                  |
| Макс Корж           | певец (камео)                                        |

## Съёмочная группа
- Режиссёр — Фёдор Бондарчук
- Продюсеры — Фёдор Бондарчук, Дмитрий Рудовский, Михаил Врубель, Александр Андрющенко, Антон Златопольский
- Сценарий — Олег Маловичко, Андрей Золотарёв, Ольга Ларионова
- Композиторы — Иван Бурляев, Дмитрий Носков
- Оператор-постановщик — Михаил Хасая
- Художник-постановщик — Жанна Пахомова
- Визуальные эффекты — Main Road Post
- Стереограф — Дмитрий Широков
- Оператор steadicam — Анатолий Симченко
- 3D-Stereo — Астра Иджис Альянс
- Колорист — Андрей Меснянкин
- Звук — Сергей Большаков, Андрей Бельчиков
- Sound Effects By — Dave Whitehead
- Художник по костюмам — Татьяна Мамедова
- Художник по гриму — Ирина Ляшко
- Режиссёр монтажа — Александр Андрющенко
- Линейный продюсер (GR) — Елена Нелидова
- Продюсер постпродакшн — Антонина Ли
- Исполнительный продюсер — Михаил Китаев
- Сео Арт Пикчерс Студия — Денис Баглай
- Саундтрек — Жак-Энтони

## Саундтрек
| №   | Название                                                                      | Длительность |
| --- | ----------------------------------------------------------------------------- | ------------ |
| 1.  | «Когда я была маленькая» (Ирина Старшенбаум)                                  | 0:38         |
| 2.  | «Intro» (Иван Бурляев)                                                        | 1:25         |
| 3.  | «Готов вызволить принцессу из башни» (Ирина Старшенбаум, Александр Петров)    | 0:16         |
| 4.  | «Ракета» (L'One совместно с Влади)                                            | 3:14         |
| 5.  | «Самые страшные события» (Евгений Коряковский, Олег Меньшиков, Максим Евсеев) | 0:17         |
| 6.  | «Invasion» (Иван Бурляев)                                                     | 1:19         |
| 7.  | «Юля и Артём» (Ирина Старшенбаум, Александр Петров)                           | 0:08         |
| 8.  | «Closer» (Паулина Андреева)                                                   | 3:33         |
| 9.  | «Это война, да?» (Ирина Старшенбаум, Александр Петров)                        | 0:17         |
| 10. | «School» (Иван Бурляев)                                                       | 2:05         |
| 11. | «Он меня спас, я ему должна» (Ирина Старшенбаум, Евгений Михеев)              | 0:12         |
| 12. | «Two Hearts» (Иван Бурляев)                                                   | 0:57         |
| 13. | «Уникальный шанс для всего человечества» (Евгений Коряковский)                | 0:10         |
| 14. | «Shower» (Иван Бурляев)                                                       | 1:04         |
| 15. | «Корабль притягивает воду» (Григорий Данцигер, Александр Назаров)             | 0:10         |
| 16. | «Never Forgive» (Иван Бурляев, Дмитрий Носков)                                | 1:42         |
| 17. | «Родину защищать!» (Александр Петров, Никита Кукушкин, Евгений Сангаджиев)    | 0:05         |
| 18. | «Брат за брата» (L'One совместно с NEL, Паанда)                               | 3:01         |
| 19. | «Любовь» (Ирина Старшенбаум)                                                  | 0:15         |
| 20. | «Triangle» (Иван Бурляев)                                                     | 1:52         |
| 21. | «Ты не такая как все» (Александр Петров)                                      | 0:15         |
| 22. | «Эндорфин» (Макс Корж)                                                        | 4:28         |
| 23. | «Shot» (Иван Бурляев, Дмитрий Носков)                                         | 3:07         |
| 24. | «Это наша Земля...» (Александр Петров)                                        | 0:20         |
| 25. | «Наш район» (Жак-Энтони)                                                      | 2:38         |
| 26. | «No Regrets» (Иван Бурляев)                                                   | 1:15         |
| 27. | «А что будет через полчаса?» (Сергей Гармаш, Ульяна Куликова)                 | 0:06         |
| 28. | «Two Worlds Collide» (Иван Бурляев)                                           | 5:20         |
| 29. | «А что вы с ней делаете?» (Олег Меньшиков)                                    | 0:17         |
| 30. | «Outerspace» (Иван Бурляев)                                                   | 1:46         |
| 31. | «Возвращение» (L'One)                                                         | 3:31         |
| 32. | «Closer» (Паулина Андреева)                                                   | 3:35         |

Музыку к картине написал композитор Иван Бурляев, племянник Федора Бондарчука.
Саундтрек включает 32 композиции. Для записи саундтрека использовалась на тот момент новейшая музыкальная рабочая станция (синтезатор) Yamaha Montage 8, которая, по словам композитора, ещё нигде не продавалась.
26 января саундтрек к фильму вышел на Яндекс. Музыке, а 27 января в iTunes.

## Съёмки
Съёмки проходили в строгой секретности в разных районах Москвы, в основном в Северном Чертанове, и на объектах Министерства обороны с участием новейшей военной техники российских вооружённых сил. В съёмках были задействованы БТРы, вертолёты, роботы Уран-6, беспилотники, бронеавтомобили «Тигр» и «Тайфун», а также тяжёлый авианесущий ракетный крейсер «Адмирал Кузнецов».
Во время съёмок актёр Александр Петров рассёк стеклом ногу и повредил сухожилия, после этого был вынужден сниматься с гипсом и использовать дублёра.
Помимо этого, Фёдор Бондарчук выражал недовольство тем, что близкие отношения между исполнителями ролей главных героев — актрисой Ириной Старшенбаум и актёром Александром Петровым — создают трудности в постановке фильма.
Съёмки картины были завершены 12 декабря 2015.
Бюджет фильма составил 380 млн рублей или, по другим данным, — 520 млн рублей включая киномаркетинг.

### Визуальные эффекты
Визуальными эффектами занимались 255 художников российской компании Main Road Post, которая до этого момента работала над фильмами «Метро», «Август. Восьмого», «Особо опасен», «Сталинград», «Дуэлянт». На работу с эффектами ушло около полутора лет. Самыми сложными эффектами считают момент падения космического корабля.

## Прокат
Первый трейлер к фильму был показан 9 июня 2016 года на телеканале «Россия» в программе «Вести». Второй трейлер вышел в сентябре 2016 года в YouTube на канале Sony Pictures. Там же в ноябре вышел третий трейлер.
Прокатом и дистрибуцией «Притяжения» занималась компания Columbia Pictures. Премьерный показ фильма состоялся 22 января 2017 года в кинотеатре «Формула Кино Чертаново» (район Северное Чертаново).
В широкий прокат фильм вышел 26 января в России. В Китае фильм выйдет позже.
Он стал одним из 34 фильмов, допущенных до китайского проката. Прокат запланирован в 43 странах. Позже стало известно о 74 странах.
В первый день проката 26 января фильм собрал 44 млн рублей. За первые три дня в российском прокате фильм собрал 267,6 млн рублей. За первую неделю проката по предварительным данным фильм собрал 413,4 млн рублей, показав 5 результат среди российских фильмов. Фильм возглавил вторую неделю проката, собрав 275,2 млн рублей.
Всего на 1 марта 2017 года касса фильма составила более 1 миллиарда рублей, что сделало «Притяжение» самым кассовым фильмом 2017 года в России на тот момент. Аналитики отмечали, что картина и спустя месяц после премьеры продолжала держаться среди лидеров проката.
Права на прокат «Притяжения» были проданы в 74 страны мира. По данным компании «Роскино», «Притяжение» пользовалось наибольшей популярностью у западных прокатчиков среди российских фильмов 2017 года.

## Проблематика фильма
Как говорит сам Бондарчук, у фильма есть социальные подтексты, инопланетяне в «Притяжении» олицетворяют образ «чужака».
По утверждению сценаристов, поводом для создания фильма стали беспорядки в Бирюлёве 2013 года.

## Отзывы и оценки
Фильм получил в целом сдержанно-одобрительные отзывы в российской прессе. Более или менее положительные рецензии опубликовали авторы изданий «Афиша», «КоммерсантЪ», «Мир фантастики», «КГ-портал», Colta, Forbes, «Комсомольская правда», «Аргументы и факты», «Искусство кино» и «Сноб».
Нейтральные обзоры опубликовали «Российская газета», Афиша Mail.ru, Film.ru и Алекс Экслер. Отрицательно о фильме отозвались критики изданий Regnum и TimeOut.
Lenta.ru отмечала негативные отзывы некоторых пользователей соцсетей.
Средняя оценка составила 6,3—6,5 из 10.
В западной прессе «Притяжение» получило нейтральную рецензию от Hollywood Reporter, автор которого назвал фильм вторичным и слишком прямолинейным в своей морали, но увлекательным и зрелищным.
В положительных обзорах отмечали как главное достоинство подтекст фильма — критику ксенофобии и лжи в СМИ («это первый жанровый антифашистский фильм», «„Притяжение“ демонстрирует и разоблачает механизмы манипуляции массами»). Хвалили также актёрскую игру Олега Меньшикова и спецэффекты («каждая сцена выглядит на все 380 миллионов рублей»).
В отрицательных отзывах критиковали в первую очередь сценарий, некоторые авторы отмечали сюжетные дыры в нём («сценарий полагается на бесконечные допущения и невероятные стечения обстоятельств»). Некоторые критики отмечали подтекст фильма, напротив, как недостаток («Бондарчук снял неприкрытую и очень действенную пропаганду мигрантолюбия», «фильм Бондарчука ориентирован на Запад, где с радостью посмотрят на русских дикарей»).
И в положительных, и в отрицательных отзывах фильм характеризовали как фантастическую мелодраму; отмечали, что рекламная кампания ошибочно подавала фильм как боевик («Проблемы, затрагиваемые в фильме, гораздо глубже и актуальнее, чем может показаться по проморолику»).

## Продолжение
По словам сопродюсера Александра Андрющенко, в случае коммерческого успеха будет снято продолжение фильма. По словам режиссёра Фёдора Бондарчука, сценарий к продолжению уже написан.
Съёмки фильма-сиквела «Вторжение» начались в июле 2018 года, лента вышла на экраны 1 января 2020 года.